# Tshermuoaivi
Tshermuoaivi är en kulle i Finland. Den ligger i Utsjoki kommun i landskapet Lappland, i den norra delen av landet, 1 000 km norr om huvudstaden Helsingfors. Toppen på Tshermuoaivi är 380 meter över havet. Tshermuoaivi ingår i Paistunturit.
Terrängen runt Tshermuoaivi är huvudsakligen platt, men åt nordväst är den kuperad.  Trakten runt Tshermuoaivi är nära nog obefolkad, med mindre än två invånare per kvadratkilometer. Det finns inga samhällen i närheten. Omgivningarna runt Tshermuoaivi är i huvudsak ett öppet busklandskap.